# Lasta (Grecia)
Lasta este un oraș în Grecia în prefectura Arcadia.